# Мускури, Нана
На́на Му́схури (греч. Nάνα Μούσχουρη, /ˈnana ˈmusxuɾi/) или На́на Мускури (Nana Mouskouri), по паспорту Йоа́нна Му́схури (греч. Ιωάννα Μούσχουρη, Нана — ласкательное от Йоанна)  — греческая певица. Одна из известнейших певиц греческого происхождения, добившихся международного признания. Посол доброй воли UNICEF.

## Биография
Родилась 13 октября 1934 года в Ханье (Крит). С 12 лет брала уроки у профессиональных учителей вокала. Кумирами Наны были с детства Билли Холидей, Элла Фицджеральд, Эдит Пиаф, Фрэнк Синатра. В 1950 году поступила в Афинскую консерваторию, где на протяжении 8 лет училась оперному пению. Однако из-за увлечения Наны джазом преподаватели заставили её покинуть консерваторию.
В 1957 году записала первые несколько песен, а в следующем году познакомилась с известным греческим композитором Маносом Хатзидакисом, который предложил Нане сотрудничество. После победы в Греческом музыкальном фестивале Нана Мускури стала чрезвычайно популярной в Греции.
В 1961 году исполнила саундтрек к немецкому документальному фильму о Греции. Песня «Weisse Rosen aus Athen» (Белые розы из Афин) стала хитом на немецком музыкальном рынке, только в Германии был продан миллион копий сингла. В 1962 году Нана Мускури познакомилась с американским продюсером Куинси Джонсом, который выпустил альбом «The Girl from Greece Sings», с которым гастролировала по США и выступила в Нью-Йорке.
В 1963 году Нана Мускури покинула Грецию и переехала на постоянное место жительства в Париж. В том же году она выступила на конкурсе Евровидение от Люксембурга и исполнила песню «A` Force de Prier». Песня стала мировым хитом. В 1965 году она записала англоязычный альбом, продюсером которого был Гарри Белафонте, с которым певица гастролировала в 1966 году. Её следующий альбом «Le Jour Ou` la Colombe» был на французском и принес Нане Мускури статус суперзвезды во Франции в 1967 году. В альбом вошли самые известные варианты исполнения песни «Гуантанамера». В 1968 году на британском телевидении выходила развлекательная телепрограмма «Нана и гости».
Нана Мускури попрощалась со сценой 24 июля 2008 года, устроив грандиозный концерт в Одеоне Герода Аттического в Афинах.
В 1990-х годах Нана Мускури занималась активной общественной деятельностью. В частности, стала послом доброй воли ЮНИСЕФ. Мускури устраивала многочисленные концерты в пользу ЮНИСЕФ, включая специальный концерт в Кении и в Гватемале как часть инициативы частного сектора по сбору средств.

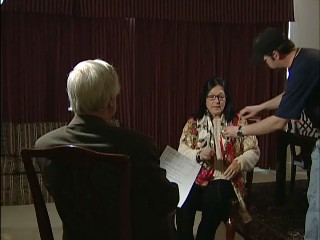
Нана Мускури в студии. 2006 год

В 1994—1999 годах Нана Мускури была депутатом Европарламента от Греции, избиралась от партии Новая демократия.
После того, как в начале 2010 года Греция оказалась в затяжном кризисе, как экономическом (состояние на грани дефолта), так и социальном (страну охватили масштабные акции протеста против сворачивания социальных программ), 75-летняя артистка с мировым именем объявила, что отдает государству свою пенсию, которую заработала как депутат Европарламента (по данным Би-би-си, речь идет об ежегодной сумме в 25000 евро). В письме Министерству финансов Греции Нана Мускури написала, что считает такой шаг своим долгом Родине, которая попала в затруднительное финансовое положение, а к соотечественникам певица обратилась с призывом оказать посильную помощь государству, напомнив, что Греции сейчас особенно тяжело, ведь в прошлом году она прошла через ещё одно тяжелое испытание — масштабные лесные пожары.
14 октября 2010 года Греческий парламент наградил Нану Мускури серебряной медалью Парламентского фонда за выдающийся вклад и популяризацию греческой культуры.

## Семья
В 1961 году Нана Мускури вышла замуж за Йоргоса Петсиласа. Родила дочь и сына. Однако в 1975 году брак был расторгнут. В 2003 году она вышла замуж вторично за Андре Шапеля, с которым певица живёт в Швейцарии.